# 澧南乡
澧南乡是中华人民共和国湖南省常德市澧县的一個鄉。位在湖南四大水系（湘、资、沅、澧）的澧水河畔，因98年洪涝灾害而移至澧县彭公山处，换名为澧南镇。